# Élie Kroupi
Kroupi Zahi Verges Napoles, meglio noto come Élie Kroupi (Sassandra, 18 ottobre 1979), è un ex calciatore ivoriano, di ruolo attaccante.

## Carriera
Dopo aver giocato nelle giovanili del Rennes, debutta in prima squadra nel 1998, facendo due apparizioni in Ligue 1 e due in Coppa di Francia. Gioca poi tra Ligue 1 e Ligue 2 con le maglie di Valence, Lorient, col quale esordisce anche in Coppa UEFA, e Nancy fino al 2006 quando passa ion prestito all'Al-Wahda. Terminata l'esperienza araba torna in Europa e gioca prima in Italia con l'Arezzo in Serie C1 per sei mesi, poi per altri sei mesi con il Levadeiakos nella massima divisione greca, per poi giocare una stagione al Nîmes in Ligue 2.

## Palmarès

### Club

#### Competizioni nazionali
- Coppa di Francia: 1

Lorient: 2001-2002
- Ligue 2: 1

Nancy: 2004-2005
- Coppa di Lega francese: 1

Nancy: 2005-2006